# Anders Hallin
Anders Hallin, född 24 december 1816 i Brasta, Hallen, Jämtlands län, död 22 januari 1908 i Göteborg, var en svensk teckningslärare och konstnär.
Han var son till gästgivaren Jöns Persson och hans maka. Hallin kom till Stockholm 1845 och började samma år sina studier vid Konstakademiens principskola. På ett stipendium 1851 kunde han resa till världsutställningen i London. Efter återkomsten till Sverige bosatte han sig i Varberg där han gav privatlektioner i teckning. Han anställdes senare vid läroverket i Halmstad som teckningslärare där han ledde undervisningen under tre terminer. År 1856 återupptog han sina studier vid Konstakademien där han även medverkade i akademiens utställningar. Efter studierna var han verksam som teckningslärare vid latinläroverket i Göteborg, Folkskoleseminariet i Göteborg och vid Göteborgs elementarskola. Som målare arbetade han huvudsakligen med beställningsporträtt men även några landskapsmålningar från Jämtland skapades, han var framför allt verksam som tecknare och har efterlämnat ett stort antal porträttstudier i blyerts. Hallin är representerad vid Göteborgs konstmuseum med ett flickporträtt i olja.     